# Hermann Schierig
Hermann Schierig (* 14. März 1921 in Magdeburg; † 26. März 1999 in Ihlow) war ein deutscher Politiker (SPD), Mitglied des Niedersächsischen Landtages und Oberbürgermeister von Emden.

## Leben

### Werdegang und Privatleben
Hermann Schierig schloss die Schule mit der Mittleren Reife ab. Im Abschluss absolvierte er bei der Allgemeinen Ortskrankenkasse in Magdeburg eine Verwaltungslaufbahn, die er durch zwei Verwaltungsprüfungen abschloss. In der Zeit des Nationalsozialismus leistete er seit dem Jahr 1940 Arbeitsdienst, danach wurde er zur Kriegsmarine eingezogen. Er geriet 1945 in Kriegsgefangenschaft, aus der er im Februar 1946 wieder entlassen wurde. Er kehrte nach Magdeburg, dem Wohnort seiner Mutter, zurück und fand in der Zeit von März 1946 bis Dezember 1947 Arbeit in der Wolmirstedter Sozialversicherungskasse. Im Februar 1948 floh er aus politischen und aus persönlichen Gründen in die Bundesrepublik Deutschland, wo er in Emden wohnhaft wurde. Dort wurde er Angestellter der Emder Allgemeinen Ortskrankenkasse.
Er war verheiratet und hatte zwei Kinder. Schierig verstarb am 26. März 1999 in der Emder Vorortgemeinde Ihlow (Landkreis Aurich), wo er sich niedergelassen hatte.

### Oberbürgermeister
In Emden war Schierig ab 1956 als Ratsmitglied aktiv, ab 1961 als Senator und ab 1964 schließlich Oberbürgermeister in Nachfolge von Hans Susemihl, dessen Ablösung von Auseinandersetzungen begleitet wurde. Susemihl hatte eigentlich angekündigt, sich vom Ehrenamt des Oberbürgermeisters zurückziehen zu wollen, es sich dann aber doch anders überlegt. Die Emder Sozialdemokraten verhinderten dies jedoch. Als Susemihl daraufhin kurz vor der Wahl der Tageszeitung Ostfriesen-Zeitung ein längeres Interview gab, ließen die Sozialdemokraten per einstweiliger Verfügung eine Veröffentlichung verbieten. Bis zur Wahl erfuhr die Öffentlichkeit nichts über Susemihls Standpunkt, bei der Wahl ging die SPD mit ihrem neuen OB-Kandidaten Schierig schließlich als Sieger aus der Wahl hervor.
In Schierigs Amtszeit als Emder Oberbürgermeister fiel die Eröffnung des Volkswagenwerkes Emden, auch wenn die Vorarbeiten bereits unter seinem Vorgänger Hans Susemihl vonstattengegangen waren. Außerdem wurde die kulturelle und sportliche Infrastruktur der Stadt weiter ausgebaut: Es entstanden die Nordseehalle (erbaut 1972) und das Neue Theater (ebenfalls 1972). Der neue Emder Hauptbahnhof wurde 1973, in Schierigs letztem Amtsjahr, eingeweiht. Ebenfalls seit 1973 ist Emden Standort einer Fachhochschule.
Als Oberbürgermeister musste Schierig aufgrund eines Skandals zurücktreten. Nachdem die Stadt Emden mit dem amerikanischen Energiekonzern Phillips Petroleum Company einen Vertrag über die Ansiedlung einer Erdgas-Anlandestation an der Knock für Gas aus dem Nordseefeld Ekofisk unterzeichnet hatte, wurde dieses Ereignis in einem Emder „Etablissement“ ausgiebig gefeiert. Schierig, Emdens Oberstadtdirektor Enno Lenwerder und eine kleine Zahl Manager des Energiekonzerns hinterließen dabei eine Rechnung über 4500 D-Mark zu Lasten der Stadtkasse. Offiziell standen auf der Abrechnungsliste jedoch 30 Personen, die an der Feier teilgenommen haben sollten. Schierig, der aufgrund seiner Machtfülle von einigen Parteigenossen ohnehin schon seit längerem kritisch beäugt worden war, wurde daraufhin zum Rücktritt gedrängt. Dieser Vorgang zog sich etwa drei Monate hin: Die Feier hatte am 17. Juni 1973 stattgefunden, der Rücktritt erfolgte am 12. September. Zugleich beantragte Oberstadtdirektor Lenwerder beim Regierungspräsidenten in Aurich ein Disziplinarverfahren gegen sich, in dessen Folge er ebenfalls sein Amt räumen musste. Die Erdgas-Anlandestation wurde 1977 eröffnet.
Zu Schierigs Nachfolger wählte die SPD-Mehrheitsfraktion im Emder Stadtrat Jan Klinkenborg.

### Landtagsabgeordneter
Schierig war Mitglied des NDR-Rundfunkrates.
Vom 6. Mai 1959 bis 20. Juni 1970 war er Mitglied des Niedersächsischen Landtages (4. bis 6. Wahlperiode). Er wirkte in der Zeit vom 12. Juni 1963 bis 20. Juni 1970 als Schriftführer des Niedersächsischen Landtages. Er war Vorsitzender der Ausschüsse für Häfen und Fischerei (18. Januar 1966 bis 5. Juni 1967) und Häfen und Schifffahrt (6. Juli 1967 bis 20. Juni 1970).